# Forpus
A verébpapagáj (Forpus) a madarak osztályának papagájalakúak (Psittaciformes) rendjébe a papagájfélék (Psittacidae) családjába és az araformák (Arinae) alcsaládjába tartozó nem.

## Rendszerezésük
A nemet Friedrich Boie írta le 1858-ban, az alábbi fajok tartoznak ide:
- Szürkehátú verébpapagáj (Forpus coelestis)
- Szemgyűrűs verébpapagáj (Forpus conspicillatus)
- Kékfarkcsíkú verébpapagáj (Forpus cyanopygius)
- Sötétcsőrű verébpapagáj (Forpus modestus vagy Forpus sclateri)
- Zöld verébpapagáj (Forpus passerinus)
- Türkizszárnyú verébpapagáj (Forpus spengeli)
- Sárgaarcú verébpapagáj (Forpus xanthops)
- Kékszárnyú verébpapagáj (Forpus xanthopterygius)